# Copa das Nações da Oceania de Handebol Masculino de 2014
A Copa das Nações da Oceania de Handebol Masculino (2014 Oceania Handball Nations Cup (em inglês)) foi a nona edição do principal campeonato de andebol (português europeu) ou handebol (português brasileiro) masculino da Oceania. Nova Zelândia foi o país sede e os jogos ocorreram na cidade de Auckland nos dias 25 e 26 de Abril de 2014.
Além de servir para conhecer o campeão e melhor time de andebol da Oceania, o campeonato serviu como qualificatória para o Campeonato Mundial de 2015, no Catar, porém, em decisão tomada pela Federação Internacional de Andebol a Seleção da Austrália que sagrou-se campeã perdeu a sua vaga e não pode pode participar do Campeonato Mundial.

## Resultados
| Equipe 1      | Total | Equipe 2  | 1.º jogo | 2.º jogo |
| ------------- | ----- | --------- | -------- | -------- |
| Nova Zelândia | 36–54 | Austrália | 18–22    | 18–32    |

## Jogo 1
| 25 de Abril de 2014 | Nova Zelândia | 18–22  | Austrália | ASB Stadium, Auckland Público: 3,500 Árbitros: Ridley, Ridley |
| 25 de Abril de 2014 | Fitzpatrick 8 | (8–15) | Kelly 5   | ASB Stadium, Auckland Público: 3,500 Árbitros: Ridley, Ridley |
| 25 de Abril de 2014 | 3×            | Report | 3×        | ASB Stadium, Auckland Público: 3,500 Árbitros: Ridley, Ridley |

## Jogo 2
| 26 de Abril de 2014 | Nova Zelândia | 18–32 | Austrália | ASB Stadium, Auckland |
| 26 de Abril de 2014 | (7–19)        |       |           | ASB Stadium, Auckland |
| 26 de Abril de 2014 |               |       |           | ASB Stadium, Auckland |